# Gerényes
Gerényes là một thị trấn thuộc hạt Baranya, Hungary. Thị trấn này có diện tích 12,34 km², dân số năm 2010 là 227 người, mật độ 18 người/km².